# トップ・スリル・ドラッグスター
トップ・スリル・ドラッグスター(Top Thrill Dragster)は、アメリカ合衆国オハイオ州の遊園地「シダーポイント」に存在したローラーコースター。2024年より「トップ・スリル2」としてリニューアルされている。

## 概要
ドラッグレースの一種である「トップフューエル」型のレースをモチーフとし、油圧式のシステムで時速190kmまで加速し高さ128mまで上昇する。コースの序盤には「クリスマスツリー」と呼ばれる信号機や、車両にはスポイラー・タイヤセット・エンジンといったレーシングカーをイメージした装飾が施された。
2003年の完成当時は「世界で最も高いサーキット型のローラーコースター」「世界で最も高いローラーコースター」「世界で最も高いローラーコースターの落下高度」「世界最高速度のローラーコースター」として4つの世界一の記録を保持した。
2021年8月15日に車両から剥離した金属片が待機中の女性に直撃し重傷を負う重大事故が発生し運転を停止、その後2022年9月に閉鎖が発表された。18年間の総乗車人数は約1800万人を数えた。
2023年8月、加速装置を油圧式からLSMに変更し、「トップ・スリル2（Top Thrill 2）」として2024年にリニューアルオープンされる事が発表された。乗降場側に新たに高さ128m級のレールを追加し、出発後既存のタワー部分を途中まで上ってから逆走し新設のタワーを経由し再加速して既存タワーを通過する形の計画としている。2024年4月25日に報道公開の後、5月4日に開業された。